# Саут Кингстаун
Саут Кингстаун (енгл. South Kingstown) је град и седиште округа Вашингтон у америчкој савезној држави Роуд Ајланд. Према попису становништва из 2020. године имао је 31.931 становника што га чини и највећим градом округа.

## Географија
Град Саут Кингстаун се простире на површини од 146 km².
На територији града налазе се два пописом одређена места (CDP): Кингстон и Вејкфилд-Писдејл.
Саут Кингстаун се граничи са следећим градовима:
- Чарлстаун - на југозападу
- Ексетер - на северозападу
- Нарагансет - на истоку
- Норт Кингстаун - на североистоку
- Ричмонд - на северозападу

## Демографија
По попису из 2020. године број становника је 31.931, што је 1.292 (4,05%) становника више него 2010. године.
| Група                 | Удео (%) |
| Белци                 | 86,6%    |
| Хиспаноамериканци     | 4,2%     |
| Азијати               | 3,0%     |
| Афроамериканци        | 2,5%     |
| Амерички староседеоци | 2,4%     |